# Trận Hampton Roads
Trận Hampton Roads, thường được gọi là Trận đánh Monitor và Merrimack (hoặc Merrimac), hay là Trận chiến giữa các tàu bọc sắt, là trận hải chiến nổi tiếng nhất và được cho là quan trọng nhất thời Nội chiến Hoa Kỳ đối với sự phát triển của các lực lượng hải quân. Nó diễn ra trong hai ngày 8 và 9 tháng 3 năm 1862 tại Hampton Roads, một vũng tàu ở Virginia nơi hai con sông Elizabeth và sông Nansemond hợp với sông James trước khi đổ ra vịnh Chesapeake. Trận đánh này là một phần trong nỗ lực của Liên minh miền Nam nhằm phá vỡ cuộc phong tỏa của miền Bắc, vốn đang cô lập các thành phố lớn nhất của tiểu bang Virginia là Norfolk và Richmond ra khỏi nền thương mại quốc tế.
Trận đánh này mang một ý nghĩa lớn lao vì đây là lần đầu tiên các chiến hạm bọc sắt giao chiến với nhau. Hạm đội miền Nam gồm có chiếc tàu mũi nhọn CSS Virginia (thực ra vốn là tàu USS Merrimack cũ được bọc sắt lại và thêm vũ khí) cùng nhiều tàu khác trợ chiến. Trong ngày đầu tiên của cuộc chiến, hạm đội này giao chiến với nhiều tàu gỗ thông thường của hải quân miền Bắc, chiếc Virginia đã tiêu diệt được 2 tàu của hạm đội Liên bang miền Bắc và sắp sửa tấn công mục tiêu thứ ba là chiếc USS Minnesota đang bị mắc cạn thì phải dừng lại do đêm xuống và thủy triều rút. Chiếc Virginia trở lại để chăm sóc thương binh — trong đó có viên thuyền trưởng Franklin Buchanan — và sửa chữa một số hư hại nhỏ.
Quyết tâm tiêu diệt cho được tàu Minnesota, Catesby ap Roger Jones, người giữ chức thuyền trưởng tạm thời khi Buchanan vắng mặt, đã đưa tàu quay lại tham chiến vào sáng hôm sau, ngày 9 tháng 3. Tuy nhiên, trong đêm, chiếc tàu bọc sắt USS Monitor đã tới nơi và vào vị trí bảo vệ tàu Minnesota. Khi chiếc Virginia tiếp cận thì Monitor tiến ra đánh chặn. Hai con tàu bọc sắt giao chiến với nhau trong khoảng 3 giờ đồng hồ, nhưng không bên nào gây được thiệt hại đáng kể cho đối phương. Trận đấu kết thúc bất phân thắng bại, tàu Virginia trở về căn cứ tại xưởng đóng tàu Gosport để sửa chữa và gia cố thêm, còn Monitor tiếp tục ở lại bảo vệ tàu Minnesota. Các tàu chiến hai bên không đánh tiếp nữa, và cuộc phong tỏa vẫn được tiếp tục như cũ. Đồng thời, trận này còn khẳng định quân miền Bắc sẽ tiếp tục Chiến dịch Bán đảo của mình.
Làm thay đổi bản chất của chiến tranh trên biển, trận hải chiến đã thu hút sự quan tâm của quốc tế và đã gây nên một ảnh hưởng ngay tức khắc đến các lực lượng hải quân toàn thế giới. Hai cường quốc vượt trội về hải quân là Anh và Pháp đã cho ngừng việc sản xuất tàu gỗ, các quốc gia khác sau đó cũng làm theo. Một loại tàu chiến mới mang tên monitor đã ra đời, dựa trên những nguyên lý của chiếc ban đầu. Việc lắp đặt một số nhỏ các khẩu đại bác hạng nặng nhằm bắn được theo mọi hướng, được áp dụng lần đầu tiên trên tàu Monitor, chẳng mấy chốc đã trở thành tiêu chuẩn của mọi loại tàu chiến. Các nhà máy đóng tàu cũng cho kết hợp thêm phần mũi nhọn vào các bản thiết kế vỏ tàu chiến trong suốt thời gian còn lại của thế kỷ 19.